# 요시다촌 (미야기현 구로카와군)
요시다촌(吉田村)은 1955년까지 미야기현 구로카와군 남서부에 있던 촌이다. 현재의 다이와정 요시다에 해당한다.

## 역사
- 1955년 4월 20일 - 요시오카 정, 미야토코 촌, 쓰루스 촌, 오치아이 촌과 합병해 다이와정이 되었다.

## 참고문헌
- 『宮城県町村合併誌』（宮城県地方課、1958）